# Tardelcuende
Tardelcuende es un municipio y localidad española de la provincia de Soria, en la comunidad autónoma de Castilla y León. El término municipal, incluido en el partido judicial de Soria, cuenta con una población de 424 habitantes (INE 2024).

## Geografía
- Altitud: 990 m s. n. m.[2]

Término municipal.

- El término municipal de Tardelcuende se ubica en la parte central de la provincia de Soria, en el Alto Valle del Duero o zona de pinares centrales. A 23 kilómetros de Soria y a 20 de Almazán, está integrada por las localidades de Tardelcuende, Cascajosa y Osonilla, siendo la primera la capital del municipio.
- Las altitudes oscilan entre los 970 metros en el valle del Izana y los 1080 m s. n. m. del paraje los Navazos. La orografía no es en ningún caso accidentada.
- Los límites administrativos del municipio son: norte, término de Quintana Redonda; este, términos de Quintana Redonda y Almazán; sur, términos de Matamala de Almazán y Almazán; oeste, término de Fuentepinilla y Quintana Redonda.
- El municipio de Tardelcuende tiene 64,14 km², en su mayor parte (96 %) pobladas de pinos de la especie pinaster o negral.
- Se accede al municipio por las carreteras autonómicas Soria-Quintana Redonda-Tardelcuende y Almazán-Matamala de Almazán-Tardelcuende.
- La línea de tren Soria-Torralba-Madrid discurre de norte a sur por el municipio con apeadero en Tardelcuende.
- El municipio forma parte de la Mancomunidad de Obras y Servicios Río Izana, junto con Matamala de Almazán y Quintana Redonda.

## Historia
Lugar que durante la Edad Media perteneció a la Comunidad de Villa y Tierra de Soria formando parte del Sexmo de Lubia.
Sobre la base de los datos del censo de Pecheros de 1528, en el que no se incluían eclesiásticos, hidalgos y nobles, se registra la existencia 71 pecheros, es decir unidades familiares que pagaban impuestos. En el manuscrito original, figuraba la localidad con el nombre de Taldelquende.
En lo que es su actual término municipal, tuvo lugar en 1811 la batalla de Osonilla, durante la guerra de la Independencia.
A la caída del Antiguo Régimen la localidad se constituye en municipio constitucional en la región de Castilla la Vieja, partido de Soria, que en el censo de 1842 contaba con 56 hogares y 274 vecinos.
A mediados del siglo XIX, el lugar tenía unas 60 casas. La localidad aparece descrita en el decimocuarto volumen del Diccionario geográfico-estadístico-histórico de España y sus posesiones de Ultramar de Pascual Madoz de la siguiente manera:

TARDELCUENDE: l. con ayunt. en la prov. y part. jud. de Soria (4 leg.) , aud. terr. y c. g. de Burgos, dióc. de Osma (5): sit. á la marg. der. del r. Izana, con buena ventilacion y saludable clima; tiene 60 casas; la consistorial; escuela de instruccion primaria dotada con 200 rs. y 12 fan. de trigo; una igl. parr. de entrada (La Purísima Concepcion) servida por un cura y un sacristan. El térm. confina con los de Osonilla, La Barbolla y Cascajosa; dentro de él se encuentran varias fuentes y una ermita; el terreno, fertilizado por el Izana, es de buena calidad. caminos: los locales y los que conducen á Osma y á la cap. de prov., en la que se recibe y despacha el correo. prod.: cereales, legumbres y yerbas de pasto, con las que se mantiene ganado lanar y las caballerías necesarias para la agricultura; hay caza menor. ind.: la agrícola. pobl.: 56 vec., 274 alm. cap. imp.: 44.629 rs 4 mrs.
(Madoz, 1849, p. 605)

A mediados del siglo XIX creció el término del municipio, al incorporar a Cascajosa y Osonilla.

## Geografía humana

### Demografía
Cuenta con una población de 424 habitantes (INE 2024).
| Gráfica de evolución demográfica de Tardelcuende entre 1842 y 2021 |
| |
| Población de derecho según los censos de población del INE Población de hecho según los censos de población del INEEntre el censo de 1857 y el anterior, crece el término del municipio porque incorpora a 425024 (Cascajosa) y 425080 (Osonilla) |

### Población por núcleos

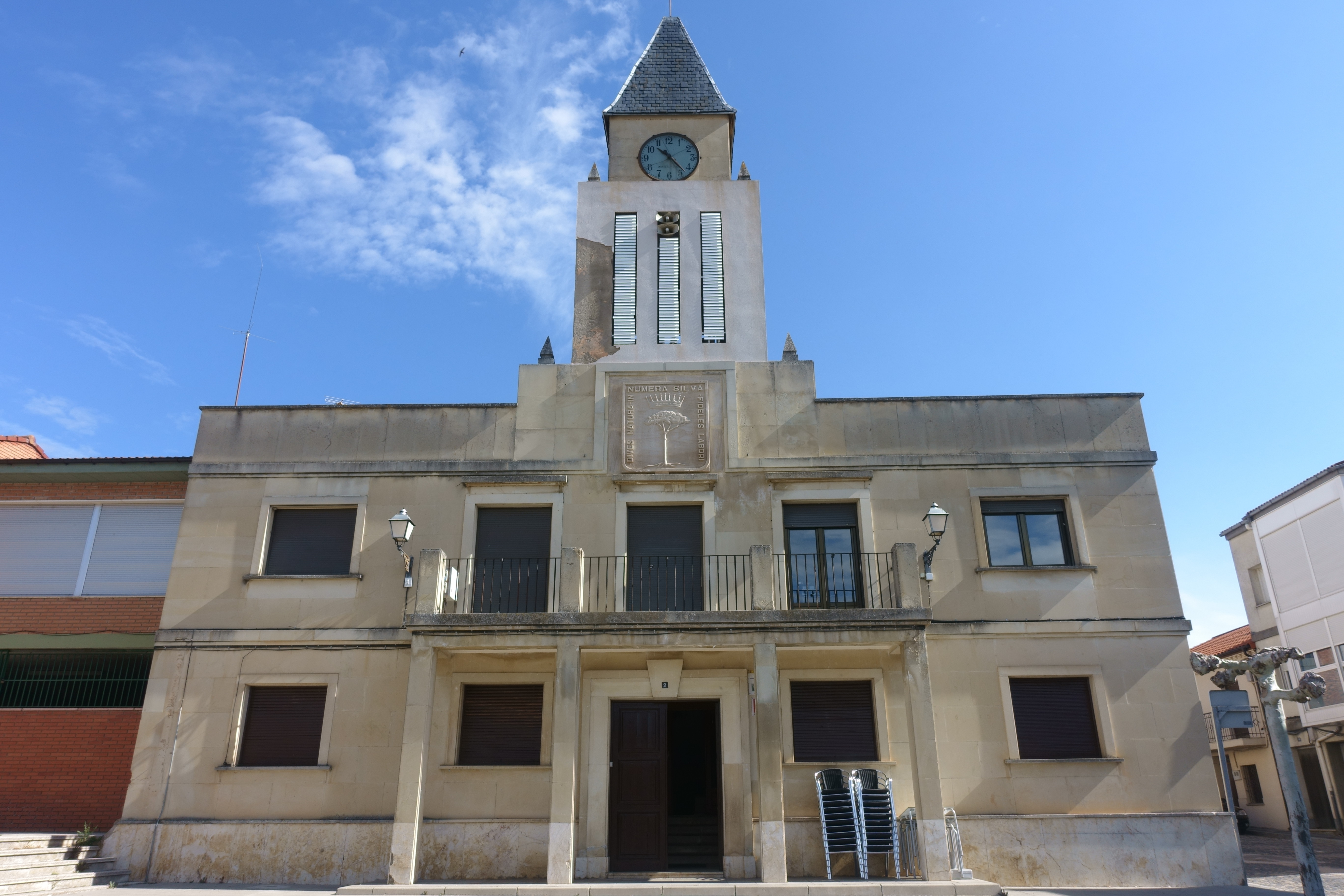
Casa consistorial

| Núcleos      | Habitantes (2000) | Habitantes (2009) |
| ------------ | ----------------- | ----------------- |
| Tardelcuende | 617               | 505               |
| Cascajosa    | 19                | 17                |
| Osonilla     | 0                 | 3                 |

## Personas notables

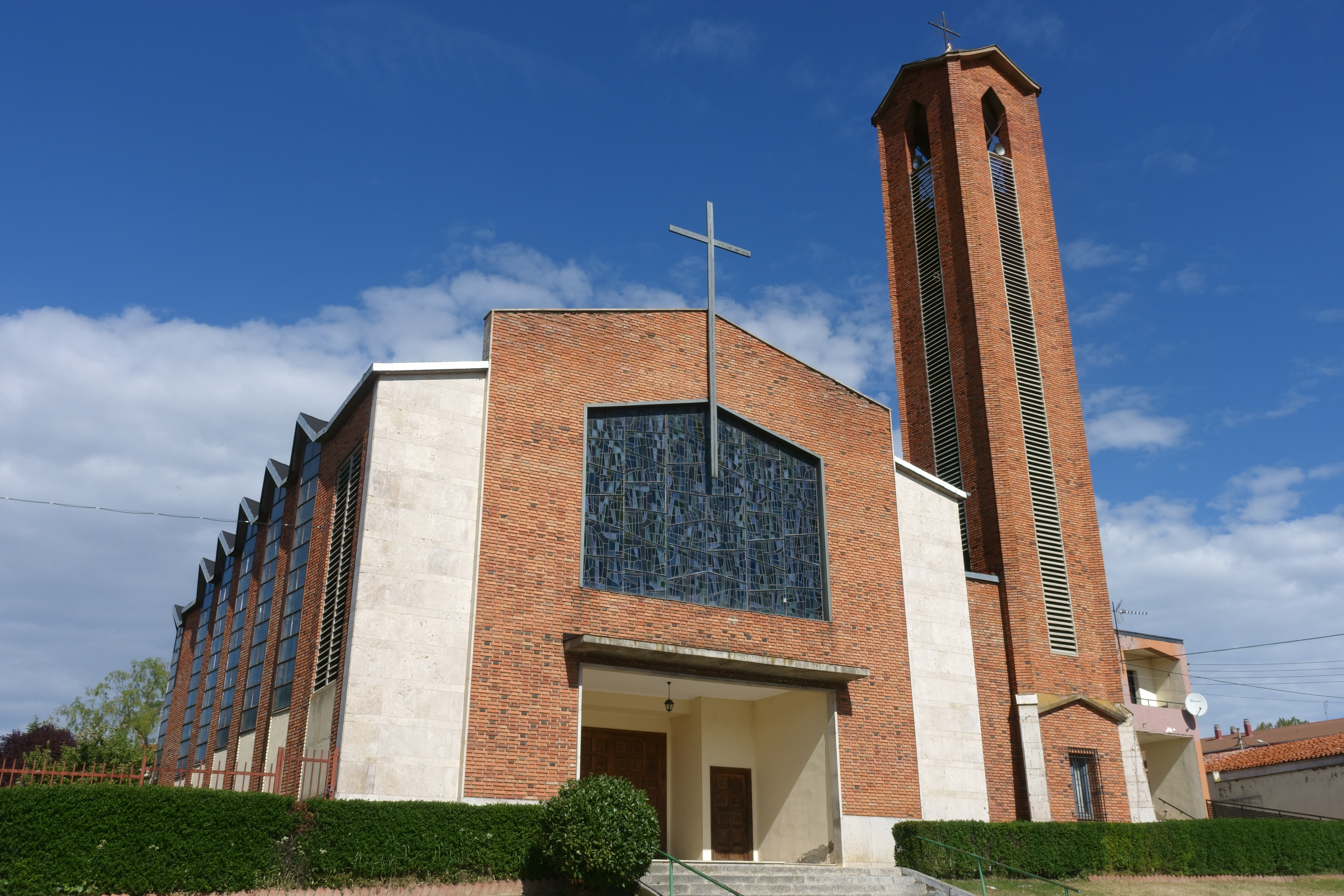
Iglesia de la Inmaculada Concepción

Lugar de nacimiento del escritor Juan Antonio Gaya Nuño y el periodista Bienvenido Calvo y Aurelio Lafuente.